# Веллі-В'ю (округ Йорк, Пенсільванія)
Веллі-В'ю (англ. Valley View) — переписна місцевість (CDP) в США, в окрузі Йорк штату Пенсільванія. Населення — 2926 осіб (2020).

## Географія
Веллі-В'ю розташоване за координатами 39°56′59″ пн. ш. 76°42′4″ зх. д. / 39.94972° пн. ш. 76.70111° зх. д. (39.949854, -76.701095).  За даними Бюро перепису населення США в 2010 році переписна місцевість мала площу 2,02 км², уся площа — суходіл.

## Демографія
Згідно з переписом 2010 року, у селищі мешкало 2817 осіб у 1193 домогосподарствах у складі 799 родин. Густота населення становила 1393 особи/км².  Було 1232 помешкання (609/км²).
Расовий склад населення:
| - 91,8 % — білих - 3,3 % — чорних або афроамериканців - 1,6 % — азіатів - 0,4 % — корінних американців - 0,1 % — вихідців з тихоокеанських островів - 1,3 % — осіб інших рас |

До двох чи більше рас належало 1,5 %. Частка іспаномовних становила 3,7 % від усіх жителів.
За віковим діапазоном населення розподілялося таким чином: 21,7 % — особи молодші 18 років, 60,6 % — особи у віці 18—64 років, 17,7 % — особи у віці 65 років та старші. Медіана віку мешканця становила 41,4 року. На 100 осіб жіночої статі у селищі припадало 96,4 чоловіків;  на 100 жінок у віці від 18 років та старших — 93,2 чоловіків також старших 18 років.
Середній дохід на одне домашнє господарство  становив 74 403 долари США (медіана — 60 517), а середній дохід на одну сім'ю — 87 273 долари (медіана — 70 000). Медіана доходів становила 54 848 доларів для чоловіків та 47 415 доларів для жінок. За межею бідності перебувало 6,0 % осіб, у тому числі 7,9 % дітей у віці до 18 років та 1,9 % осіб у віці 65 років та старших.
Цивільне працевлаштоване населення становило 1290 осіб. Основні галузі зайнятості: освіта, охорона здоров'я та соціальна допомога — 24,7 %, виробництво — 15,7 %, роздрібна торгівля — 12,0 %, мистецтво, розваги та відпочинок — 11,2 %.